# 新华街道 (北京市)
新华街道是北京市通州區卫星城东北部的一个街道。
辖区面积3.25平方千米，居民1.4万户，3.5万人。

## 行政区划
新华街道下辖以下地区：
天桥湾社区、如意社区、盛业家园社区、京贸国际城社区、京贸北区社区、河畔雅园社区、保利绿地商务公寓工作站社区、新光大中心商务公寓工作站社区和侨商总部基地商务公寓工作站社区。